# Dwars door het Hageland 2021 (vrouwen)
De eerste editie van de Belgische wielerwedstrijd Dwars door het Hageland voor vrouwen vond plaats op 5 juni 2021. De wedstrijd was iets meer dan 120 kilometer lang en kende elf gravelstroken. De Nederlandse Chantal van den Broek-Blaak ging met nog 47 kilometer te gaan in de aanval. Ze wist haar voorsprong uit te breiden en hield deze vast tot de eindstreep, waardoor ze na een koers van iets meer dan drie uur en tien minuten solo deze wedstrijd won. Ploeggenote Christine Majerus eindigde iets meer dan een halve minuut later als tweede, Lorena Wiebes sloot het podium af. In de top tien eindigden maar liefst vijf renners van Team SD Worx.

## Uitslag
| Plaats  | Naam                        | Ploeg                   | tijd     |
| ------- | --------------------------- | ----------------------- | -------- |
| Winnaar | Chantal van den Broek-Blaak | Team SD Worx            | 3u14'12" |
| 2       | Christine Majerus           | Team SD Worx            | + 36"    |
| 3       | Lorena Wiebes               | Team DSM                | z.t.     |
| 4       | Lotte Kopecky               | België                  | z.t.     |
| 5       | Jolien D'Hoore              | Team SD Worx            | + 37"    |
| 6       | Lonneke Uneken              | Team SD Worx            | z.t.     |
| 7       | Anna Henderson              | Team Jumbo-Visma        | z.t.     |
| 8       | Ilaria Sanguineti           | Valcar-Travel & Service | z.t.     |
| 9       | Amber van der Hulst         | Parkhotel Valkenburg    | z.t.     |
| 10      | Roxane Fournier             | Team SD Worx            | z.t.     |

Mannen: 2001 · 2002 · 2003 · 2003-2006 · 2007 · 2008 · 2009 · 2010 · 2011 · 2012 · 2013-2015 · 2016 · 2017 · 2018 · 2019 · 2020 · 2021 · 2022 · 2023 · 2024 · 2025
Vrouwen: 2021 · 2022 · 2023 · 2024 · 2025